# Beverly Hills, 90210
Beverly Hills, 90210 va ser una sèrie en format de telenovel·la juvenil emesa des del 4 d'octubre de 1990 al 17 de maig de 2000 en horari de major audiència de la cadena FOX dels Estats Units i posteriorment en diverses cadenes d'arreu del món. La sèrie tractava sobre la vida d'un grup d'adolescents que vivien en la luxosa i acomodada comunitat de Beverly Hills, Califòrnia, i anaven a l'escola fictícia de secundària West Beverly Hills High School i després a la també fictícia California University. El xou va ser creat per Darren Star i produït per Aaron Spelling. El "90210" del títol es refereix a un dels codis postals de la zona (o codi ZIP).
En un principi els protagonistes principals eren els germans Brandon (interpretat per Jason Priestley) i Brenda Walsh (interpretada per Shannen Doherty), que es van mudar amb els seus pares, Jim i Cindy, de Wayzata, Minnesota, un suburbi de Minneapolis, a Beverly Hills. De tota manera, en passar el temps, aquesta es va enfocar en altres aspectes de l'actualitat juvenil californiana tals com violacions durant cites amoroses, l'alcoholisme, l'abús de drogues, el suïcidi d'adolescents i l'embaràs precoç, deixant de banda el format inicial.
La sèrie es va guanyar popularitat durant l'estiu de 1991, quan FOX va transmetre un especial anomenat "temporada d'estiu", mentre la majoria de les sèries estaven aturades amb motiu del descans estiuenc. En començar la tardor en els Estats Units, la sèrie s'havia convertit en una de les més populars de la cadena FOX. Els seguidors de la sèrie es van incrementar espectacularment i els membres del repartiment, particularment Jason Priestley i Luke Perry, es van convertir en ídols juvenils, mentre que les actrius Shannen Doherty, Jennie Garth i Tori Spelling es van tornar noms molt coneguts a la televisió dels Estats Units.
A partir del seu èxit va sorgir la sèrie Melrose Place, centrada en persones més grans que viuen a uns apartaments, però que s'inicia com a sèrie derivada d'aquesta.

## Actors
| Actor               | Personatge       | Temporades            |
| ------------------- | ---------------- | --------------------- |
| Jason Priestley     | Brandon Walsh    | 1990-1998             |
| Shannen Doherty     | Brenda Walsh     | 1990-1994             |
| Jennie Garth        | Kelly Taylor     | 1990-2000             |
| Ian Ziering         | Steve Sanders    | 1990-2000             |
| Gabrielle Carteris  | Andrea Zuckerman | 1990-1995             |
| Luke Perry          | Dylan McKay      | 1990-1995 i 1998-2000 |
| Brian Austin Green  | David Silver     | 1990-2000             |
| Tori Spelling       | Donna Martin     | 1990-2000             |
| Tiffani Thiessen    | Valerie Malone   | 1994-1998             |
| Kathleen Robertson  | Clare Arnold     | 1994-1997             |
| Douglas Emerson     | Scott Scanlon    | 1990-1991             |
| Carol Potter        | Cindy Walsh      | 1990-1995             |
| James Eckhouse      | Jim Walsh        | 1990-1995             |
| Joe E. Tata         | Nat Bussichio    | 1990-2000             |
| Mark Damon Espinoza | Jesse Vasquez    | 1994-1995             |
| Jamie Walters       | Ray Pruit        | 1994-1995             |
| Hilary Swank        | Carly Reynolds   | 1997-1998             |
| Vincent Young       | Noah Hunter      | 1997-2000             |
| Vanessa Marcil      | Gina Kincaid     | 1998-2000             |
| Lindsay Price       | Janet Sosna      | 1998-2000             |
| Daniel Cosgrove     | Matt Durning     | 1998-2000             |

## Personatges
- Brandon Walsh (Jason Priestley)(Temporades 1-9): Protagonista inicial de la sèrie, germà bessó de Brenda. Es trasllada a viure amb la seva família de Minnesota a Beverly Hills. Molt bon estudiant, és redactor del diari del seu institut i en la universitat. També és President del cos d'estudiants, ja que el seu company que anava a ser president mor i decideix prendre possessió del càrrec. Arriba a tenir problemes amb apostes esportives. Al llarg de la sèrie surt amb moltes noies: Emily, Nikki, Lucinda, Kelly, Susan i Tracy. Està a punt de casar-se amb Kelly però a l'últim moment suspenen el casament. Se'n va a treballar a Washington després d'estar un any treballant en un diari amb Steve.
- Brenda Walsh (Shannen Doherty) (Temporades 1-4): Germana bessona de Brandon. Bona noia però de tant en tant es mostra rebel. Comença a sortir amb Dylan, tot i tenir l'oposició dels seus pares. La seva millor amiga és Kelly, però trenquen l'amistat durant un temps quan sap que Dylan la va enganyar amb ella. Està a punt de casar-se amb Stuart a Las Vegas. És detinguda per la policia per assaltar laboratoris d'experimentació amb animals. La trien per fer una obra de teatre i se'n va a estudiar art dramàtic a Londres. No torna a aparèixer a la sèrie, tot i que és esmantat que durant un temps ella i Dylan estan junts a Anglaterra.
- Kelly Taylor (Jennie Garth): Millor amiga de Brenda i Donna. Durant l'institut té mala fama d'haver estat amb molts nois. Es relaciona amb: Steve (se'n parla al principi de la sèrie), Dylan, Brandon, Colin i Matt. La seva mare a l'inici de la sèrie és alcohòlica i cocaïnòmana, i el seu pare quasi mai la visita. Té dues germanes: Erin, per part de mare, i Joy, per part de pare. Durant la universitat és portada d'una revista adolescent, pateix cremades serioses en un incendi i entra en una crisi que la fa caure en la secta d'un professor de psicologia. Quan està amb Colin, s'enganxa a la cocaïna, tot i que aconsegueix superar-ho. Es queda embarassada de Brandon però té un avortament degut a la dificultat de tenir fills degut a endometriosi. És ferida en un tiroteig i perd temporalment la memòria. Pateix assetjament sexual per part d'un metge d'un centre on treballa. Està a punt de casar-se amb Brandon. És víctima d'una violació; mata el violador en defensa pròpia i és declarada inocent. Es compromet amb Matt, però finalment torna amb Dylan.
- Dylan McKay (Luke Perry) (Temporades 1-6,9-10): Noi conflictiu, durant l'adolescència viu en un hotel. Té una gran fortuna i és co-propietari del Peach Pit. El seu pare està durant un temps a la presó i quan en surt el maten, tot i que Dylan descobreix anys després que està viu. La seva mare viu a Hawaii i té una germana per part de pare, Erica, la mare de la qual li estafa una gran quantitat de diners a Dylan. Té problemes amb l'alcohol i les drogues. Les seves relacions més importants són: Brenda, Kelly, Valerie, Antonia i Gina. Es casa amb Antonia, però és assassinada l'endemà. Això fa que estigui tres anys fora de Beverly Hills. De tornada, cau en les drogues. Al final de la sèrie torna amb Kelly.
- Steve Sanders (Ian Ziering): Millor amic de Brandon i Kelly (després de tenir una relació quan anaven a l'institut). Va ser adoptat per una actriu de televisió, Samantha Sanders, i Rush. Descobreix que la seva mare biològica va morir i més endavant Rush li diu que és el seu pare de veritat. Té dos germans petits. Tant a l'institut com a la universitat es fica en problemes més d'una vegada. Pertany a una germandat universitària. Al llarg de la sèrie surt amb Celeste, Clare, Carly i Janet. A l'última temporada es casa amb Janet i tenen una filla, Madeline.
- Andrea Zuckerman (Gabrielle Carteris) (Temporades 1-5): Assisteix a l'institut West Beverly, tot i viure en un altre districte. És editora del diari de l'institut i la millor estudiant. Al principi de la sèrie li agrada Brandon tot i que mai hi arriba a haver res entre ells. A la universitat té relacions amb Dan i Jesse. Es casa amb Jesse i tenen una filla, Hannah. Durant el seu matrimoni amb Jesse, l'enganya amb un home casat, Peter. Se'n va de Beverly Hills per anar-se'n a viure a Yale amb el seu marit. Visita els seus amics alguns cops. En una de les visites els diu que se separa de Jesse.
- David Silver (Brian Austin Green): Diskjokey de l'institut. Al principi de la sèrie la colla no li fa molt cas, però s'hi va integrant a poc a poc. Té una relació amb Donna, amb qui talla i torna a sortir diverses vegades. També surt amb: Ariel (amb ella va enganyar Donna), Clare, Valerir, Gina i Camille. Vol ser músic. El primer any d'universitat es fa addicte a les amfetamines. Durant un temps, té por de ser maníac-depressiu com la seva mare. A l'últim episodi es casa amb Donna.
- Donna Martin (Tori Spelling): Millor amiga de Brenda i Kelly. Surt amb David diverses vegades. També surt amb Ray, Joe i Noah. A l'institut li diagnostiquen dislèxia i està a punt de no graduar-se per beure alcohol en el ball de graduació. Es manté verge fins que acaba la universitat, que és quan té la seva primera relació sexual amb David. El seu nòvio Ray la maltracta, està a punt de ser violada per un violador del campus i més endavant la segresta un càmera de l'emissora de televisió de la universitat. Obre una botiga de roba amb Kelly. Poc abans de morir el seu pare descobreix que la seva cosina Gina és en realitat la seva germana. A l'últim episodi es casa amb David.
- Cindy Walsh (Carol Potter) (Temporades 1-5): Mare de Brandon i Brenda, mestressa de casa. Es preocupa molt pels seus fills i en més d'una ocasió també aconsella els seus amics com si fos la seva mare. Se'n va a viure a Honk Kong quan li ofereixen treball a Jim. Posteriorment fa algunes visites: en un Nadal i pel casament de Brandon i Kelly.
- Jim Walsh (James Eckhouse) (Temporades 1-5): Pare de Brandon i Brenda i marit de Cindy. Es muden de Minnesota a Beverly Hills per una oferta de treball. És administrador. S'encarrega de controlar la fortuna de Dylan, cosa que els fa enfrontar en més d'una ocasió. Tampoc arriba a veure bé la relació de Dylan amb la seva filla. Quan li ofereixen treball a Honk Kong, ell i Cindy se'n van a viure allí. Més endavant apareix ocasionalment en alguns episodis.
- Scott Scanlon (Douglas Emerson) (Temporades 1-2): Amic de David des que eren petits. No és un noi gaire popular a l'institut. Mentre David s'està integrant en el grup, la colla segueix sense fer-li cap cas. Mor quan es dispara accidentalment una pistola, davant de David. La colla enterra una càpsula del temps en memòria seva.
- Nat Bussichio (Joe E. Tata): Propietari del Peach Pit i té molt bona relació amb els nois, ja que els considera com de la família. De jove va ser actor. Es torna a trobar amb una nòvia de quan era jove, Joan, amb qui es casa i té un fill.
- Jesse Vasquez (Mark Damon Espinoza) (Temporades 4-5): Cambrer i estudiant de dret que comença a sortir amb Andrea i en poc temps es casen quan ella es queda embarassada. Després de néixer Hannah tenen una crisi en el matrimoni que aconsegueixen superar. Se'n va a viure a Yale amb Andrea i més endavant aquesta anuncia que s'han divorciat.
- Clare Arnold (Kathleen Robertson) (Temporades 4-7): Apareix a la sèrie quan la colla està en el primer any d'universitat i ella està acabant a l'institut. És la filla del rector de la Universitat de Califòrnia i molt bona estudiant. Al principi li agrada Brandon i el persegueix descaradament tot i que mai aconsegueix res amb ell. Quan comença a anar a la universitat, s'integra a la colla. És la companya de pis de Kelly i Donna, a més de molt bona amiga. Durant un temps surt amb David i més endavant té una relació més llarga amb Steve. Està a punt d'anar-se'n a viure amb Steve, però tallen quan decideix anar-se'n a viure a París amb el seu pare.
- Valerie Malone (Tiffani-Amber Thiessen) (Temporades 5-9): És la filla d'uns amics dels Walsh que viuen a Buffalo, amiga de Brandon des de nens. Se'n va a viure a Beverly Hills a ocupar l'habitació de Brenda després del suïcidi del seu pare. És ambiciosa i no li importa enganyar o fer mal per aconseguir el que vol. Surt o se'n va al llit amb: Dylan, Steve, Ray, David, Colin i Noah. Ocasionalment fuma marihuana. És l'eterna enemiga de Kelly. De petita el seu pare va abusar d'ella i acaba confessant que realment ella el va matar. Marxa poc després que se'n vagi Brandon i havent fet les paus amb Kelly.
- Ray Pruit (Jamie Walters) (Temporades 5-6): En un principi treballa d'obrer a la universitat, però és compositor i vol ser músic. Coneix a Donna i comença a sortir amb ella. És l'estrella que actua quan s'inaugura el Peach Pit After Dark. Enganya a Donna amb Valerie i més endavant comença a maltractar-la (un cop li trenca un braç després de fer-la caure per unes escales). Quan Donna talla amb ell li fa xantatge perquè torni. Van a judici i ell acaba rectificant i demanant perdó. Se'n va de gira i en alguna ocasió els torna a veure dient que ja ha refet la seva vida.
- Carly Reynolds (Hilary Swank) (Temporada 8): Mare soltera que coneix a Steve i comença a sortir amb ell. Treballa de cambrera en el Peach Pit. Marxa de Beverly Hills amb el seu fill Zack per anar-se'n a la seva ciutat, Montata, quan s'assabenta que el seu pare està malalt i l'ha de cuidar.
- Noah Hunter (Vincent Young) (Temporades 8-10): Coneix la colla en un viatge que fan a Hawaii i de tornada a Los Angeles té una breu relació amb Valerie i després una relació més llarga amb Donna. Confessa que anys abans va matar accidentalment a la seva nòvia quan conduïa begut. La seva família té una gran fortuna. Quan s'arruinen, el seu pare se suïcida. Té problemes amb la beguda.
- Janet Sosna (Lindsay Price) (Temporades 8-10): Treballa en el diari que dirigeixen Brandon i Steve. De raça japonesa, els seus pares s'oposen a la seva relació amb Steve per no ser oriental. Es casa amb Steve i tenen una filla, Madeline.
- Matt Durning (Daniel Cosgrove) (Temporades 9-10): Advocat que té una relació amb Kelly. Està casat amb una dona malalta mental, de qui s'acaba divorciant. Es compromet amb Kelly, però finalment tallen.
- Gina Kincaid (Vanessa Marcil) (Temporades 9-10): Patinadora professional. Fins a la seva aparició a la sèrie, mai s'havia sentit parlar d'ella. En un principi es presenta com la cosina de Donna i comparteix apartament amb ella i Kelly durant un temps. Té gran enveja cap a Donna per haver tingut una vida molt més acomodada que ella. Surt amb Dylan i amb David. S'assabenta que Donna és en realitat la seva germana. Marxa després de la mort sobtada del seu pare, el doctor Martin.
- Emily Valentine (Christine Elise) (Temporades 2, 4 y 5): Alumna durant un temps en el West Beverly. Comença a sortir amb Brandon però ell talla amb ella quan s'assabenta que li va donar éxtasi sense el seu consentiment. Durant un temps està en un psiquiàtric. Dos anys després Brandon se la troba a San Francisco. Tornen a sortir però ella se n'ha d'anar a estudiar a França. Un any després torna per recuperar-lo, però se'n va quan veu que Brandon està amb Kelly.
- Nikki Witt (Dana Barron) (Temporada 3): Arriba de San Francisco a Beverly Hills durant un estiu. Està a punt de tenir una relació amb David mentre Donna està a París. Quan comença el curs, es matricula en el West Beverly i surt amb Brandon durant un temps, fins que apareix el seu ex nòvio, que la maltracta. Finalment torna a San Francisco.
- Stuart Carson (David Gail) (Temporada 4): Comença a sortir amb Brenda per una cita que organitzen els respectius pares. Poc temps després ell li demana per casar-se. Estan a punt de contraure matrimoni a Las Vegas. Poc després Brenda talla amb ell quan veu que no és com ella s'havia imaginat.
- Colin Robbins (Jason Wiles) (Temporada 6): Artista que durant l'estiu coneix a Kelly a Nova York i comencen a sortir junts. Consumeix cocaïna i acaba arrossegant també a Kelly. Quan tallen, comença a sortir amb Valerie, que la coneixia anys abans. És detingut per la policia i declarat culpable per possessió de drogues i conducció temerària. Fuig de la justícia abans d'ingressar a la presó, però al final és detingut i condemnat a anys de presó.
- Susan Keats (Emma Caulfield) (Temporada 6): Dirigeix el diari de la Universitat de Califòrnia. Quan Brandon comença a treballar amb ella, comencen una relació. Confessa a Brandon que va tenir un avortament amb la seva anterior parella. Planetges unes vacances junts però tallen quan ella decideix acceptar un treball a Washington.
- Antonia Marchette "Toni" (Rebecca Gayheart) (Temporada 6): Filla de l'home que va manar matar el pare de Dylan. Coneix a Dylan quan aquest la utilitza per apropar-se al seu pare. Quan Dylan descobreix que s'ha enamorat realment d'ella, decideix oblidar-se de la venjança i es casa amb ella. L'endemà del casament, el pare d'aquesta mana matar a Dylan disparant en el cotxe. En canvi qui està en el cotxe és ella i mor assassinada.
- Joe Bradley (Cameron Bancroft) (Temporada 6): Quarterback de la Universitat de Califòrnia. Comença a sortir amb Donna i és acusat injustament per Ray d'atacar-lo. Li detecten un problema en el cor. Li demana a Donna que se'n vagi amb ell al poble i es casin, però ella no accepta i tallen abans que ell marxi.
- Tracy Gaylian (Jill Novick) (Temporada 7): És triada com a presentadora del canal de televisió que Brandon dirigeix a la universitat. Surten junts durant un temps, però Brandon la deixa quan descobreix que segueix enamorat de Kelly. Mesos després es troben a Hawaii. Està promesa amb un altre noi i li diu que ja no està enfadada amb ell.
- Camille Desmond (Josie Davis) (Temporada 10): Periodista que s'associa amb Donna a la boutique. És nòvia de David fins que ell la deixa i s'adona que està enamorat de Donna.
- Jackie Taylor (Ann Gillespie): Mare de Kelly. Havia treballat de model i porta diversos matrimonis fracassats. Al principi de la sèrie és addicta a la cocaïna i a l'alcohol, però la seva filla li fa comprendre que no pot seguir així. Un cop recuperada coneix a Mel, el pare de David, amb qui es casa i tenen una filla, Erin. Es divorcien quan s'assabenta que ell li ha estat infidel. Més endavant tornen però a l'última temporada es tornen a separar.
- Felice Martin (Katherine Cannon): Mare de Donna. Dona d'alta classe social, conservadora i molt preocupada per les aparences. És molt dominant amb la seva filla, s'oposa a quasi totes les relacions que té. A la segona temporada. Donna la sorprèn amb un amant, però això no suposa cap impediment per salvar el seu matrimoni. Al final de la sèrie ajuda la seva filla perquè torni amb David.
- Dr. John Martin (Michael Durrell): Pare de Donna. És cardiòleg i té molt bona relació amb la seva filla. Té una ambòlia que el deixa paralitzat durant un temps. Es descobreix que Gina també és filla seva per una relació que va tenir amb la germana de Felice. Mor d'un atac al cor.
- Mel Silver (Mattew Laurance): Pare de David, dentista de professió. Es casa amb Jackie i tenen una filla, Erin. Es divorcien poc després a causa d'una infidelitat. Més endavant tornen a estar junts, però a l'última temporada es tornen a separar.
- Jack McKay (Josh Taylor): Pare de Dylan, va a la presó per estafes i poc després de sortir lliure, és assassinat quan li esclata el cotxe. Anys després, Dylan descobreix que està viu en un programa de protecció, amb un nom fals. Està casat i té un fill.

## Llistat d'episodis
Veure: Llistat d'episodis de Beverly Hills, 90210

## Índex d'audiència
Als Estats Units:
- Temporada 1 (1990 - 1991) - 14,2 milions
- Temporada 2 (1991 - 1992) - 17,6 milions
- Temporada 3 (1992 - 1993) - 18,3 milions
- Temporada 4 (1993 - 1994) - 21,1 milions
- Temporada 5 (1994 - 1995) - 14,6 milions
- Temporada 6 (1995 - 1996) - 12,9 milions
- Temporada 7 (1996 - 1997) - 11,5 milions
- Temporada 8 (1997 - 1998) - 10,4 milions
- Temporada 9 (1998 - 1999) - 9,7 milions
- Temporada 10 (1999 - 2000) - 8,3 milions

## Detalls de la sèrie

### Escenografia
Al llarg de la sèrie els llocs que més apareixen són els següents:
- Ca'n Walsh: És la casa on Brandon i Brenda viuen amb els seus pares des del principi de la sèrie. Al final de la temporada 4 Brenda se'n va i a la temporada 5 s'instal·la Valerie a la seva habitació. Al començament de la temporada 6, Jim i Cincy se'n van a viure a Honk Kong i Brandon, en lloc de vendre la casa decideix quedar-se-la. Steve es muda a viure allí, juntament amb Brandon i Valeris. Quan Brandon se'n va, i poc després Valerie també abandona (durant la temporada 9), Steve es queda la casa i ofereix a Noah i a Matt les habitacions que han quedat lliures. En les últimes temporades la casa seguia apareixent encara que ja no hi hagués cap dels habitants inicials. Al final de la sèrie és la casa on Steve viu amb Janet i la seva filla Maddy.
- L'institut West Beverly (Temporades 1-3): És l'institut on es graduen Brandon, Brenda, Kelly, Dylan, Andrea, Steve, David i Donna. La directora és la senyora Teasley. En temporades posteriors apareix ocasionalment en alguns episodis: és on van a acomiadar a Andrea, i també a la reunió que es realitza cinc anys després d'acabar allí els estudis.
- El Peach Pit: És el restaurant in tota la pandilla sempre va a reunir-se i a prendre alguna cosa. L'amo és Nat. Quan aquest pateix un infart, tots l'ajudes, i Dylan compra la meitat del restaurant que era del germà de Nat. Alguns dels protagonistes treballen de cambrers allí: al principi de la sèrie, Brandon, a qui Brenda substitueix en una ocasió; en la temporada 8, Carly també aconsegueix un treball allí.
- La casa de Dylan (Temporades 2-6): És el lloc on Dylan se'n va a viure quan el seu pare és empresonat, i està allí fins que mor la seva dona. Des de la seva marxa, no es torna a veure més.
- La casa de la platja (Temporades 4-10): És l'apartament que Kelly, Donna i David lloguen per viure quan comencen la universitat. Després de la primera ruptura de Donna i David, ell marxa i Clare passa a ser la companya de pis durant tres anys (temporades 5-7). En acabar la universitat, David viu un temps allí amb Donna, mentre Kelly està vivint amb Brandon. A la temporada 9, Kelly torna a l'apartament, on també s'instal·la Gina, fins que Donna la fa fora a l'inici de la temporada 10. En les últimes temporades diversos personatges arriben a ocupar provisionalment la tercera habitació: Carly, Janet i també Noah.
- La Universitat de Califòrnia (UC) (Temporades 4-7):És el lloc on tota la colla comença a estudiar a la Universitat, però només es graduen: Brandon, Kelly, Donna, David, Steve, Clare i Valerie. Està dirigida pel Rector Arnold (el pare de Clare), amb qui Brandon comença a tractar des del primer any d'universitat. Brandon, a més de president del consell d'estudiants (temporada 5), porta el diari juntament amb Susan (temporada 6) i dirigeix l'emissora de televisió (temporada 7)
- La residència del campus (Temporades 4-7): Allí estan les habitacions on diversos protagonistes resideixen durant els cursos universitaris, entre ells: Andrea (temporada 4), David (temporades 5 i 6), Susan, Joe (temporada 6) i Tracy (temporada 7)
- El Peach Pit After Dark (Peach Pit Nocturn) (Temporades 5-10): És el local que està al costat del Peach Pit que els mateixos amos, juntament amb Steve, decideixen llogar perquè sigui un bar amb actuacions musicals per anar a passar l'estona a la nit. Poc abans de la inauguració Steve té problemes amb la justícia per portar aquest local, i se'n fa càrrec el seu pare, que acaba venent la seva part a Valerie. Més endavant s'associa amb David, que acaba quedant-se'l tot. Quan el negoci s'arruïna, Noah se'n fa càrrec, pagant el lloguer a Dylan durant molt temps. Al principi, l'estrella que hi actuava era Ray Pruit. Al llarg de les temporades hi passen estrelles reconegudes internacionalment com The Corrs o Christina Aguilera.
- La casa de David (Temporades 8-10): Abans d'instal·lar-se David era la casa on vivia Carly amb el seu fill Zack i quan queda buida, David se n'hi va a viure. Durant un temps comparteix pis amb Dylan, fins que aquest se'n va a viure a un hotel. També Noah viu allí durant un temps.
- El Beverly Beat (Temporades 8-10): És un local buit que Steve reb del seu pare, i juntament amb Brandon decideixen obrir l'edició d'un diari. Més endavant comença a treballar amb ells Janet. Quan Brandon marxa, Steve i Janet es queden a càrrec, dedicant-se a la premsa sensacionalista. Al final de la sèrie el venen.
- La botiga de roba (Temporades 9-10): És el local on Kelly i Donna obren una boutique. Durant un temps Gina hi treballa de dependenta. Més endavant Kelly deixa la botiga i Donna s'associa amb Camille, però li acaba comprant la seva part. La botiga es troba en un centre on en el pis de dalt està el despatx de Matt, lloc que també apareix, que és on al final de la sèrie Kelly obre un despatx particular.

### Parelles
Aquesta sèrie es va caracteritzar per les constants ruptures, reconciliacions i canvis de parella. Les parelles principals que hi va haver cada temporada són les següents:
- Temporada 1: Brenda i Dylan
- Temporada 2: Brenda i Dylan; Brandon i Emily; Donna i David
- Temporada 3: Brenda i Dylan; Donna i David; Brandon i Nikki; Kelly i Dylan; Steve i Celeste
- Temporada 4: Donna i David; Kelly i Dylan; Steve i Celeste; Andrea i Dan; Brenda i Stuart; Brandon i Emily; Andrea i Jesse; Brandon i Lucinda
- Temporada 5: Andrea i Jesse; Brandon i Kelly; Dylan i Valerie; David i Clare; Donna i Ray
- Temporada 6: Donna i Ray; Kelly i Colin; Steve i Clare; David i Valerie; Dylan i Antonia; Brandon i Susan; Donna i Joe; Valerie i Colin
- Temporada 7: Steve i Clare; Brandon i Tracy; Donna i David; Brandon i Kelly
- Temporada 8: Donna i David; Brandon i Kelly; Valerie i Noah; Steve i Carly; Donna i Noah; David i Valerie
- Temporada 9: Donna i Noah; Steve i Janet; Kelly i Matt; Dylan i Gina
- Temporada 10: Donna i Noah; Steve i Janet; Kelly i Matt; Dylan i Gina; David i Gina; David i Camille; Donna i David; Kelly i Dylan

### Casaments
- Temporada 2: Jakie i Mel
- Temporada 4: Andrea i Jesse
- Temporada 6: Dylan i Antonia
- Temporada 7: Nat i Joan
- Temporada 10: Steve i Janet; Donna i David

A la temporada 4, Brenda està a punt de casar-se amb Stuart i a la temporada 8, Brandon i Kelly cancel·len el casament a l'últim moment.

### Morts
Els personatges morts durant la sèrie, tant els principals com secundaris o episòdics, són:
- Temporada 2: Scott Scanlon
- Temporada 5 : Victor Malone; Josh Richland
- Temporada 6: Antonia Marchette McKay
- Temporada 7: Jimmy Gold; l'avi de David; Dick Harrison
- Temporada 8: Celia Martin
- Temporada 9: el pare de Noah
- Temporada 10: violador de Kelly; Doctor John Martin

Durant la temporada 3 una explosió ocasiona la mort de Jack McKay, però a la temporada 10 Dylan descobreix que tot va ser un muntatge.

## Curiositats

### Personatges i Grups Ètnics
Tot i que Los Angeles és el segon punt amb més immigrants i mescles ètniques dels Estats Units, només hi va haver un capitol on afroamericans tenen participació directa amb els protagonistes.
- La seva proximitat a la zona d'immigrants llatins es va evitar completament, només podien aparèixer com a jardiners o traficants, només fins a l'aparició de Jesse per pressió de grups llatins.
- Aaron Spelling no va poder ser membre del NRA per la seva ascendència jueva, no obstant això en les seves produccions preferia treballar amb personatges anglosaxons.

### Argument de la sèrie
- La marxada de la Brenda va ser deguda al fet que l'actriu Shannen Doherty va decidir deixar la sèrie per problemes amb algunes persones del repartiment, en especial amb Jennie Garth (Kelly)
- L'embaràs d'Andrea va ser perquè l'actriu (Gabrielle Carteris) estava embarassada en la vida real i així podia romandre a la sèrie.

### A la vida real
- Jennie Garth va estar embarassada durant la gravació de la temporada 7, però en aquest cas, els guionistes van decidir que la Kelly no tindria cap fill. En els primers episodis de la temporada 8 les seves aparicions són més reduïdes.
- Brian Austin Green (David) va estar sortint amb Tori Spelling (Donna), Tiffani-Amber Thiessen (Valerie) i Vanessa Marcil (Gina), que també van ser xicotes seves a la sèrie.
- Tori Spelling (Donna) va ser l'encarregada de portar al seu pare Aaron Spelling (productor) la idea que Shannen Doherty interpretés a "Brenda Walsh", ja que era l'últim paper protagonista que faltava.
- En finalitzar la 1a temporada FOX anava a cancel·lar la sèrie per baixa audiència, els productors van idear una sèrie de gires juntament amb els actors per diferents ciutats dels EUA per popularitzar-la mentre la FOX transmetia un especial anomenat "temporada d'estiu", quan la majoria de les sèries estaven en l'acostumat descans d'estiu. En començar la tardor (1991), la sèrie s'havia convertit en una de les més populars de la cadena FOX.

### Coincidències dels actors en altres treballs
- Tori Spelling (Donna), havia intervengut en alguns episodis de Saved by the bell, coincidint amb Tiffani-Amber Thiessen (Valerie).

- Brian Austin Green (David) i Tiffani-Amber Thiessen (Valerie) també van coincidir en un telefilm.

- Tori Spelling (Donna) i Kathleen Robertson (Clare) van tornar a treballar juntes a Scary Movie 2.

- Luke Perry (Dylan), Jason Priestley (Brandon) i Ian Ziering (Steve) van intervenir en la sèrie What I like about you, protagonitzada per Jennie Garth (Kelly)

- Jennie Garth (Kelly), Shannen Doherty (Brenda) i Joe E. Tata (Nat) actualment intervenen a la sèrie 90210, la qual és l'adaptació de la sèrie a aquesta època; interpreten els mateixos personatges.

- Jason Priestley (Brandon) i Emma Caulfield (Susan), que van fer de parella a la temporada 6, també fan de parella a la pel·lícula Who Wanna Marry with Ryan Banks?.

- Tori Spelling (Donna) ha participat en 2 episodis de Smallville igual que Brian Austin Green (David).

## Emissió a Catalunya
La sèrie ha estat doblada al català amb el títol de Beverly Hills. Es va emetre en català, primerament, utilitzant el sistema Dual, a Tele 5 l'any 1994 i, posteriorment, les primeres temporades es van emetre a TV3 durant la primavera-estiu de 2006. A la tardor de 2006 en el canal K3 va començar la sèrie des del principi, i es van poder veure totes les temporades fins a la tardor de 2007